# Lingerie sonyeosidae
Lingerie sonyeosidae (란제리 소녀시대?, Ranjeri sonyeosidaeLR; titolo internazionale Girls' Generation 1979, conosciuta anche come Lingerie Girls' Generation) è una serie televisiva sudcoreana trasmessa su KBS2 dall'11 settembre al 3 ottobre 2017. Ambientata nella Daegu degli anni Settanta, è basata sull'omonimo romanzo di Kim Yong-hee, pubblicato nel 2009.

## Trama
Lee Jung-hee è la seconda figlia di una famiglia che possiede una fabbrica di biancheria intima. Capo di un gruppo di adolescenti con le quali vive avventure caotiche, è oggetto delle attenzioni di Bae Dong-moon, incontrato a un appuntamento di gruppo, ma lei è interessata a Sohn Jin, un ragazzo più grande che frequenta una scuola maschile e che inizia a seguire per attirarne l'attenzione.
Un giorno, alla loro classe si unisce una nuova studentessa da Seul, Park Hye-joo, che diventa il centro dell'attenzione, creando gelosie e frizioni tra Jung-hee e le sue amiche, anche perché Sohn Jin è attratto da lei. Hye-joo non prova però nulla per lui, essendo interessata a Joo Young-choon, un ex gangster diventato tuttofare.
Nonostante l'iniziale rivalità, le due ragazze diventano amiche, mentre in città si verificano ripetute aggressioni sessuali e al locale stabilimento di giocattoli le lavoratrici iniziano a sparire una dopo l'altra.

## Personaggi
- Lee Jung-hee, interpretata da Bona
- Park Hye-joo, interpretata da Chae Seo-jin
- Bae Dong-moon, interpretato da Seo Young-joo
- Joo Young-choon, interpretato da Lee Jong-hyun
- Sohn Jin, interpretato da Yeo Hoe-hyun
- Shim Ae-sook, interpretata da Min Do-hee
- Padre di Jung-hee, interpretato da Kwon Hae-hyo
- Madre di Jung-hee, interpretata da Kim Sun-young
- Hong Do-hwa, interpretata da Park Ha-na
- Lee Bong-soo, interpretato da Jo Byung-gyu
- Oh Man-sang, interpretato da In Gyo-jin
- Jun Hyun-hee, interpretata da Baek Eun-kyung
- Kim Eon-joo, interpretata da Bang Su-jin
- Soh Eun-ja, interpretata da Seo Ye-seul
- Kim Ki-ryeo, interpretata da Kim Soo-hyun
- Park Gwi-ja, interpretata da Lee Bom
- Han Ma-eun, interpretata da Jo Mi-nyeo
- Amico di Young-choon, interpretato da Ahn Bo-hyun
- Padre di Hye-joo, interpretato da Jo Duk-hyun
- Joo Aeng-cho, interpretata da Jo Ah-in
- Madre di Sohn Jin, interpretata da Lee Chae-kyung

## Ascolti
| Episodio | Data di trasmissione | Dati TNMS           | Dati TNMS                  | Dati AGB            | Dati AGB                   |
| Episodio | Data di trasmissione | A livello nazionale | Area metropolitana di Seul | A livello nazionale | Area metropolitana di Seul |
| -------- | -------------------- | ------------------- | -------------------------- | ------------------- | -------------------------- |
| 1        | 11 settembre 2017    | 4,7%                | 5,2%                       | 4,3%                | 4,8%                       |
| 2        | 12 settembre 2017    | 4,8%                | 5,3%                       | 4,8%                | 5,4%                       |
| 3        | 18 settembre 2017    | 4,8%                | 5,3%                       | 4,1%                | 4,6%                       |
| 4        | 19 settembre 2017    | 5,0%                | 5,8%                       | 4,1%                | 4,9%                       |
| 5        | 25 settembre 2017    | 5,0%                | 5,2%                       | 4,2%                | 4,4%                       |
| 6        | 26 settembre 2017    | 5,3%                | 5,4%                       | 4,7%                | 4,8%                       |
| 7        | 2 ottobre 2017       | 4,5%                | 4,8%                       | 4,4%                | 4,7%                       |
| 8        | 3 ottobre 2017       | 3,8%                | 3,9%                       | 3,7%                | 3,8%                       |
| Media    | Media                | 4,7%                | 5,1%                       | 4,3%                | 4,7%                       |

## Colonna sonora
1. Again We Meet (다시 우리 만나도) – Jaeyoon (SF9)
2. Like You (Drama Ver.) (반하겠어 (Drama Ver.)) – HONEYST
3. Love Girl (사랑소녀) – Shin Hye-jeong (AOA)

## Riconoscimenti
| Anno | Premio           | Categoria                                                 | Ricevente     | Risultato       |
| ---- | ---------------- | --------------------------------------------------------- | ------------- | --------------- |
| 2017 | KBS Drama Awards | Miglior attore in un drama da un episodio/speciale/breve  | Yeo Hoe-hyun  | Vincitore/trice |
| 2017 | KBS Drama Awards | Miglior attore in un drama da un episodio/speciale/breve  | Seo Young-joo | Candidato/a     |
| 2017 | KBS Drama Awards | Miglior attrice in un drama da un episodio/speciale/breve | Bona          | Candidato/a     |
| 2017 | KBS Drama Awards | Miglior nuova attrice                                     | Bona          | Candidato/a     |
| 2017 | KBS Drama Awards | Miglior attore di supporto                                | In Gyo-jin    | Candidato/a     |
| 2017 | KBS Drama Awards | Miglior attrice di supporto                               | Kim Sun-young | Candidato/a     |